# Camp Courtney
Camp Courtney er en amerikansk marinekorps base der ligger i Gushikawa på Okinawa i Japan. Den er en del af den større Camp Butler, og huser III Marine Expeditionary Force (III MEF) og 3. Marine Division.
Camp Courtney åbnede i januar 1956, da enheder fra 3. Marine Division blev udstationeret her.